# Delosperma roseopurpureum
Delosperma roseopurpureum är en isörtsväxtart som beskrevs av Lavis. Delosperma roseopurpureum ingår i släktet Delosperma, och familjen isörtsväxter. Inga underarter finns listade i Catalogue of Life.